# Yeles
Yeles es un municipio y localidad española de la provincia de Toledo, en la comunidad autónoma de Castilla-La Mancha. El término municipal tiene una población de 6649 habitantes (INE 2024).

## Toponimia
El término "Yeles" no tiene claro su origen, presentándose varias hipótesis. La primera explica que se derivaría de la palabra "hieles" debido al sabor amargo de sus aguas. La segunda dice que vendría del término germánico "agelus" que significa campo. Otros apuntan a que proviene de la palabra "hielo".

## Geografía
El municipio linda con las poblaciones de Torrejón de Velasco (Comunidad de Madrid) y Esquivias, Numancia de la Sagra e Illescas (provincia de Toledo).

## Historia
Su origen está ligado a la confluencia del río Guatén y su afluente el Bohadilla en la época de los celtas. La antigüedad de sus orígenes queda constatada a partir de restos celtas, romanos, visigodos y mozárabes.
En 1186 aparece por primera vez Yeles con motivo de la donación por Alfonso VIII de Esquivias a la Iglesia de Toledo. 
A mediados del siglo XIX, el lugar contaba con una población censada de 78 habitantes. La localidad aparece descrita en el decimosexto volumen del Diccionario geográfico-estadístico-histórico de España y sus posesiones de Ultramar de Pascual Madoz de la siguiente manera:

YELES: v. con ayunt. en la prov. y dioc. de Toledo (6 leguas), part. jud. de lllescas (1/2), aud. terr. de Madrid (6), c. g. de Castilla la Nueva. sit. en un cerro; es de clima húmedo y afecto á tercianas. Tiene 20 casas de piedra y barro, y 8 cuevas de habitacion; casa de ayunt.; cárcel, igl. parr. (la Asuncion de Ntra. Sra.) con curato de segundo ascenso de provision ordinaria, y en los afueras al N. el cementerio; se surte de aguas potables en a fuente de Morataláz y arroyo de Boadilla, delgadas y saludables. Confina el térm. por N. con el de Torrejon de Velasco; E. Esquivias, S. desp. de Hontalba, y O. lllescas; estendiendose 3/4 leg. de N. á S., una de E. á O., y comprende una vega al S. de 1/4 leg. de estension, algunos olivares, suertes de labor y canteras de yeso. Le bañan los arroyos Guaten y Boadilla al E. y O. del pueblo. El terreno es fuerte y de secano. Los caminos vecinales. El correo se recibe en lllescas. prod.: trigo, cebada, avena, vino y aceite, se mantiene ganado lanar y se cria caza menuda. pobl.: 18 vec., 78 alm. cap. prod.: 474,680 rs. imp.: 12,017. contr., segun el cálculo oficial de la prov., 74'48 por 100. presupuesto municipal: 2,441, del que se pagan 900 al secretario, y se cubre con el ingreso de propios en su totalidad.
(Madoz, 1850, p. 432)

En 1879 se abrió al tráfico la línea Madrid-Ciudad Real, que permitió la conexión de la zona con el resto de la red ferroviaria española. El municipio contaba con una estación de ferrocarril propia, que disponía de un edificio de pasajeros e instalaciones para mercancías. La línea se mantuvo en servicio hasta su clausura en enero de 1988.

## Demografía
Cuenta con una población de 6649 habitantes (INE 2024).

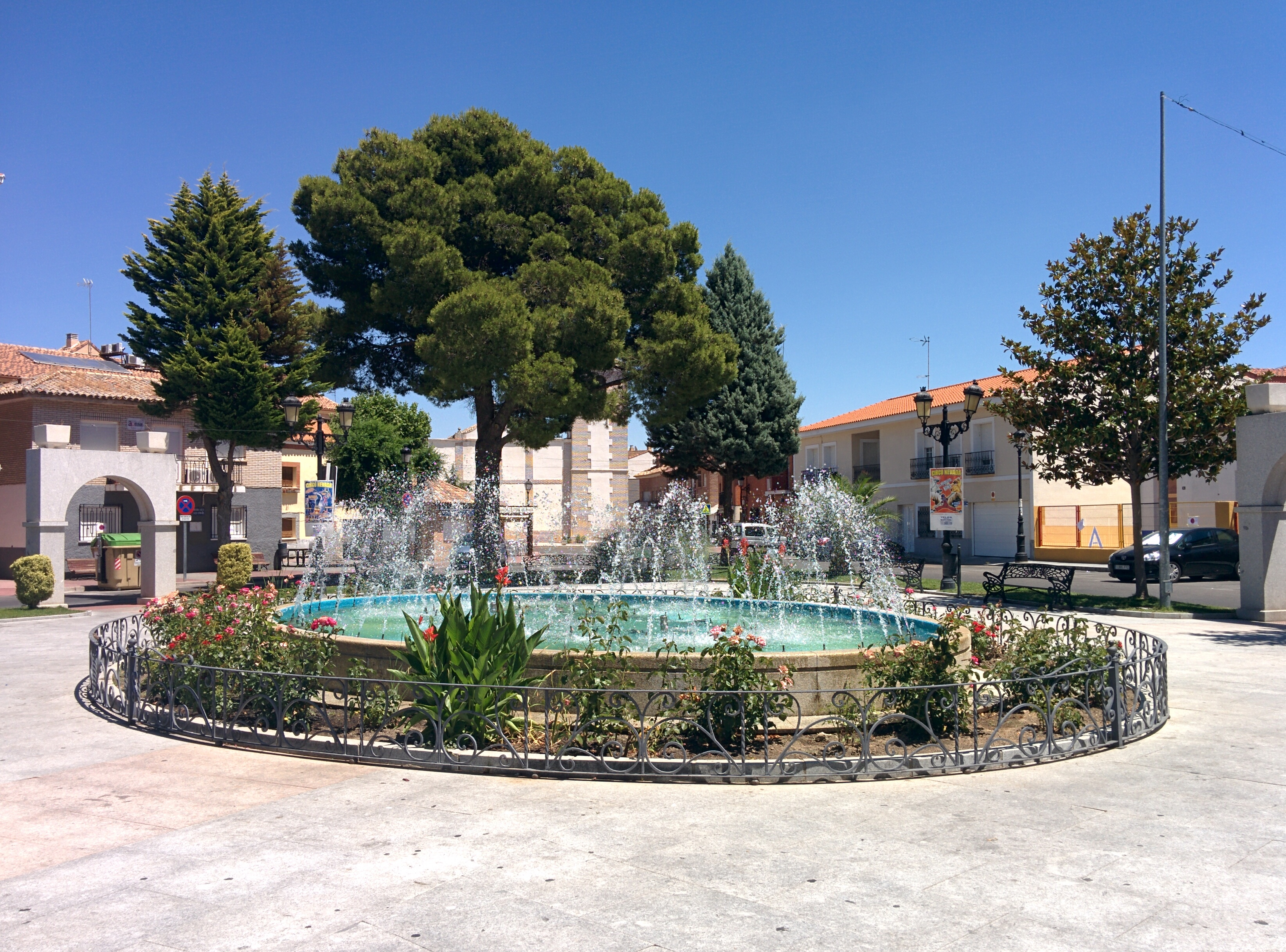
Plaza de España

| Gráfica de evolución demográfica de Yeles entre 1842 y 2021                                                           |
| |
| Población de derecho según los censos de población del INE. Población de hecho según los censos de población del INE. |

| 1417          | 1606 | 1636 | 1731 | 1657 | 1574 | 2201 | 2571 | 2766 | 6100 |
| (Fuente: INE) |      |      |      |      |      |      |      |      |      |

## Administración
| Periodo   | Nombre                                                                                             | Partido   |
| --------- | -------------------------------------------------------------------------------------------------- | --------- |

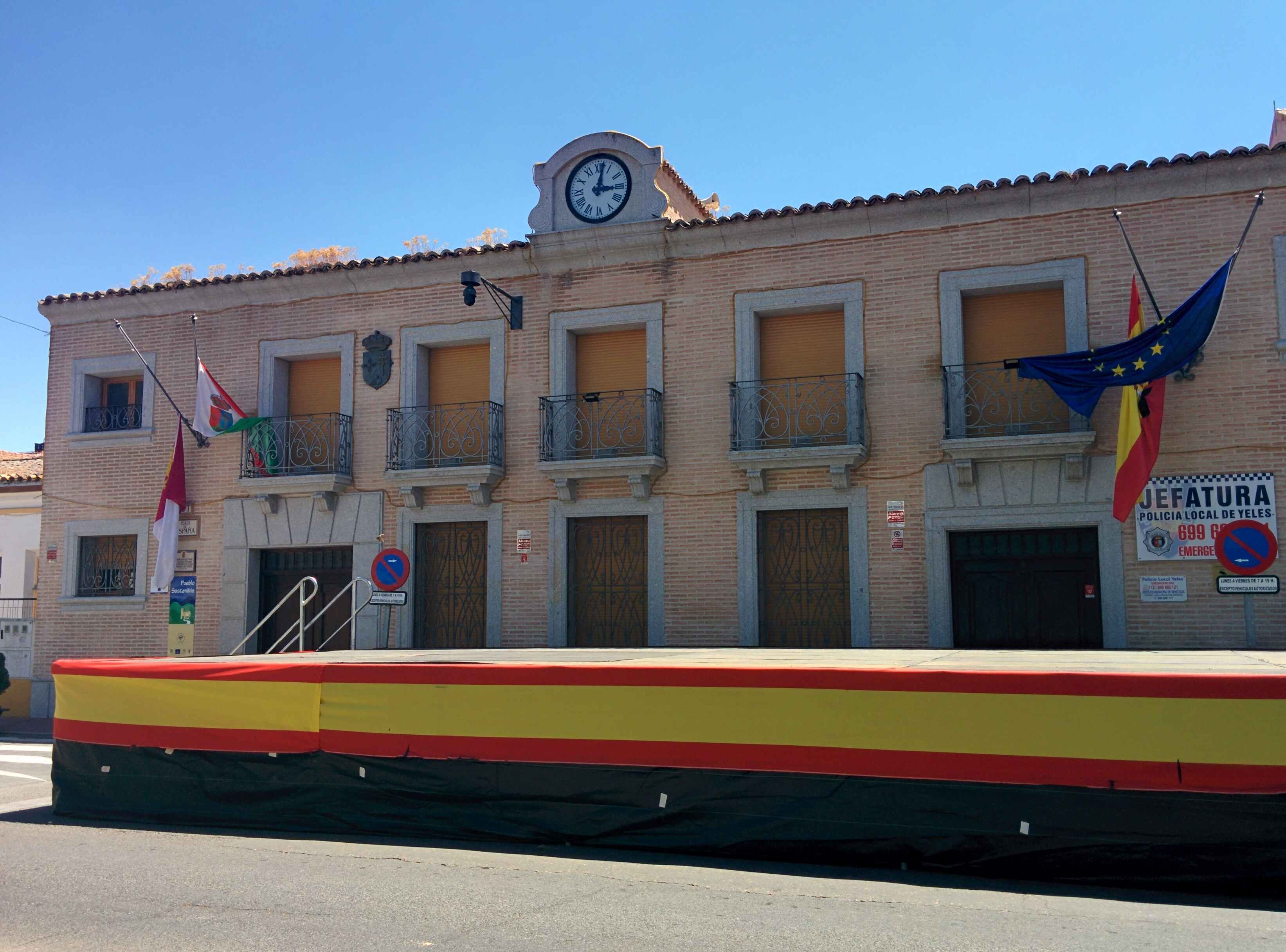
Ayuntamiento de Yeles

| 1979-1983 | Victoriano de Pinto Torrejón                                                                       | UCD       |
| 1983-1987 | Victoriano de Pinto Torrejón                                                                       | AP/PDP/UL |
| 1987-1991 | Victoriano de Pinto Torrejón                                                                       | PP        |
| 1991-1995 | Victoriano de Pinto Torrejón                                                                       | PP        |
| 1995-1999 | Victoriano de Pinto Torrejón                                                                       | PP        |
| 1999-2003 | Victoriano de Pinto Torrejón                                                                       | PP        |
| 2003-2007 | Victoriano de Pinto Torrejón                                                                       | PP        |
| 2007-2011 | María Isabel Gómez Pedro (hasta abril de 2009) José Fernando González Martín (desde abril de 2009) | PSOE PP   |
| 2011-2015 | José Fernando González Martín                                                                      | PP        |
| 2015-2019 | María José Ruiz Sánchez                                                                            | PSOE      |
| 2019-2023 | María José Ruiz Sánchez                                                                            | PSOE      |

## Patrimonio
A destacar la iglesia parroquial de Nuestra Señora de la Asunción.

## Cultura
En el año 2004 se funda la Escuela de Música de Yeles, por Gustavo Romero. Hasta nuestros días, la Escuela ha ido creciendo y actualmente está formada por un total de 9 profesores titulados que imparten un gran número de especialidades instrumentales a más de 80 alumnos. Dos años después, en 2006, se funda la Banda Musical de Yeles. Tuvo tal poder de convocatoria y de aceptación, que el Ayuntamiento tuvo a bien llamarles “Banda Municipal de Yeles” en septiembre de 2007 y toma la dirección de la misma, Roberto Gamboa Díaz. De la mano de éste, y hasta el presente, han actuado en recitales, inauguraciones, fiestas y procesiones dentro de su localidad y en otras localidades como son Casarrubuelos, Urda, El Romeral, Numancia de la Sagra, Borox, Escalonilla, Cedillo del Condado, La Torre de Esteban Hambrán, Lominchar, Palomeque, Esquivias, Torrejón de Velasco, Carranque, Aldea del Fresno, Los Navalucillos, Polán, Illescas y El Viso de San Juan, Boiro (Galicia), Oropesa del Mar (Castellón), en el Monasterio de San Miguel de los Reyes de Valencia, en Toledo y Madrid. Y próximamente Magán, Navalcarnero, Cebolla y Granada. Además, fueron grabados en directo, para el programa de Castilla-La Mancha Televisión “Una Vuelta por” en 2010, en junio de 2013 en el programa “Castilla la Mancha es música” y en abril de 2015 en el programa "Sin ir más lejos" de la Regional de Castilla-La Mancha. En el año 2012 se crea en el Municipio la Unidad Canina de la Policía Local de Yeles, compuesta por un Pastor Belga Malinois llamado Billy de Segecan, el cual durante su inicio hasta el día de hoy, ha intervenido en más de un centenar de intervenciones.